# Maurice Derville
Pour les articles homonymes, voir Derville (homonymie).
Gustave Maurice Jaulin, dit Maurice Derville, est un acteur français, né le 3 avril 1915 dans le 10e arrondissement de Paris, mort le 13 novembre 1995 à Marmande.

## Filmographie
- 1946 : Le silence est d'or de René Clair
- 1946 : Six heures à perdre d'Alex Joffé et Jean Lévitte
- 1947 : Blanc comme neige d'André Berthomieu
- 1947 : Carré de valets de André Berthomieu : un invité
- 1947 : Danger de mort de Gilles Grangier
- 1947 : Les Frères Bouquinquant de Louis Daquin
- 1947 : Les jeux sont faits de Jean Delannoy
- 1948 : Retour à la vie de Jean Dréville, segment Le Retour de Louis
- 1948 : Aux yeux du souvenir de Jean Delannoy
- 1949 : Manèges d'Yves Allégret
- 1949 : La Marie du port de Marcel Carné
- 1949 : Le 84 prend des vacances de Léo Joannon
- 1950 : L'Amant de paille de Gilles Grangier
- 1950 : L'Homme de joie de Gilles Grangier
- 1951 : Sans laisser d'adresse de Jean-Paul Le Chanois
- 1952 : Suivez cet homme de Georges Lampin
- 1953 : La rafle est pour ce soir de Maurice Dekobra
- 1954 : Crime au concert Mayol de Pierre Méré
- 1955 : Impasse des vertus de Pierre Méré
- 1956 : À la manière de Sherlock Holmes d'Henri Lepage
- 1957 : À pied, à cheval et en voiture de Maurice Delbez
- 1961 : L'Affaire Nina B. de Robert Siodmak
- 1961 : Le Bateau d'Émile de Denys de La Patellière
- 1987 : Les Noces barbares de Marion Hänsel
- 1990 : Les Dossiers secrets de l'inspecteur Lavardin - téléfilm : Le Diable en ville de Christian de Chalonge

## Théâtre
- 1958 : Don Juan d'Henry de Montherlant, mise en scène Georges Vitaly, théâtre de l'Athénée
- 1959 : La Descente d'Orphée de Tennessee Williams, mise en scène Raymond Rouleau, théâtre de l'Athénée
- 1960 : Le Sexe et le Néant de Thierry Maulnier, mise en scène Marcelle Tassencourt, théâtre de l'Athénée
- 1962 : Rien pour rien de Charles Maitre, mise en scène Raymond Gérôme, théâtre de l'Athénée